# Herminia fumosalis
Herminia fumosalis là một loài bướm đêm trong họ Noctuidae.